# 리시리후지정
리시리후지정(일본어: 利尻富士町)은 일본 홋카이도 최북단 소야 지방의 리시리섬에 있는 정이다.
지명의 유래는 아이누어의 ‘리·시리’(リー・シリ, 높은 섬)에서 유래한 리시리산의 통칭인 ‘리시리후지’이다.

## 지리
소야 지방 서부의 동해상에 있는 리시리섬 동부에 위치한다. 지형은 험하고 산과 바다에 끼어 있는 해안에 취락이 점재하고 북부의 오시도마리(鴛泊), 남부의 오니와키(鬼脇)가 주요한 취락이다. 바다에 둘러싸여 있기 때문에 연교차는 작다. 여름은 30도 미만, 겨울은 최저도 영하 10도 정도이다. 바람이 강하고 연평균 풍속은 5m/s이상이다.

### 인접한 자치체
- 소야 종합진흥국
  - 리시리정

## 역사
- 1880년 - 오시도마리촌에 리시리군 호장사무소가 설치되었다.
- 1956년 9월 30일 - 오니와키촌과 오시도마리촌이 합병해 히가시리시리촌(東利尻村)이 되었다.
- 1959년 9월 - 정으로 승격해 히가시리시리정(東利尻町)이 되었다.
- 1990년 9월 - 정명을 리시리후지정으로 변경하였다.

## 경제
어업과 관광이 활발하며 여름에 많은 관광객이 방문한다. 어업은 일찍이 청어잡이로 번창했지만 자원 고갈로 쇠퇴해 현재는 ‘리시리 다시마’ 양식과 성게 등 근해 어업이 중심이다.

## 교통

### 공항
- 리시리 공항

### 항만
- 오시도마리항(일본어판)